# Język niezależny komputerowo
Język niezależny komputerowo (ang. computer-independent language) – język programowania, który jest zrozumiały przez komputery różnego typu bez stosowania procesu kompilacji.